# Cristea Avram
Cristea „Chris“ Avram (* 28. August 1931 in Bukarest; † 10. Januar 1989 in Rom) war ein rumänischer Schauspieler.

## Leben
Avram schloss das Schauspielstudium am Institut für Theater und Film in Bukarest ab und trat dann in seinem Heimatland auf der Bühne und ab 1960 auch in Spielfilmen auf. Bei einem Engagement für den in Rumänien gedrehten französischen Film Stern ohne Namen begann eine Freundschaft mit der Kollegin Marina Vlady, die nach einem zweiten gemeinsamen Auftritt 1968 zu seiner Übersiedlung in den Westen führte. Von da an spielte der großgewachsene, distinguiert wirkende Schauspieler zahlreiche Rollen in französischen und italienischen Filmen, oftmals als Angehöriger der High Society, bis zu seinem Tod durch eine Krebserkrankung.

## Filmografie (Auswahl)
- 1960: Ich will nicht heiraten (Nu vreau sa ma însor)
- 1965: Stern ohne Namen (Mona, l' étoile sans nom)
- 1968: Hemmungslose Manon (Manon 70)
- 1971: Ein Fressen für Django (W Django!)
- 1971: Im Blutrausch des Satans (Reazione a catena)
- 1971: Ein Sommer voller Zärtlichkeit (Il sole nella pelle)
- 1972: Rache in El Paso (I senza Dio)
- 1973: Number One
- 1976: Black Emanuelle 2. Teil (Emanuelle nera: Orient reportage)
- 1977: Der Mann aus Virginia (California)
- 1980: Die Schulschwänzerin (La ripetente fa l'occhietto al preside)
- 1981: Flucht von Galaxy III (Giochi erotici nella 3a galassia)
- 1983: Lo studente